# Cabestano

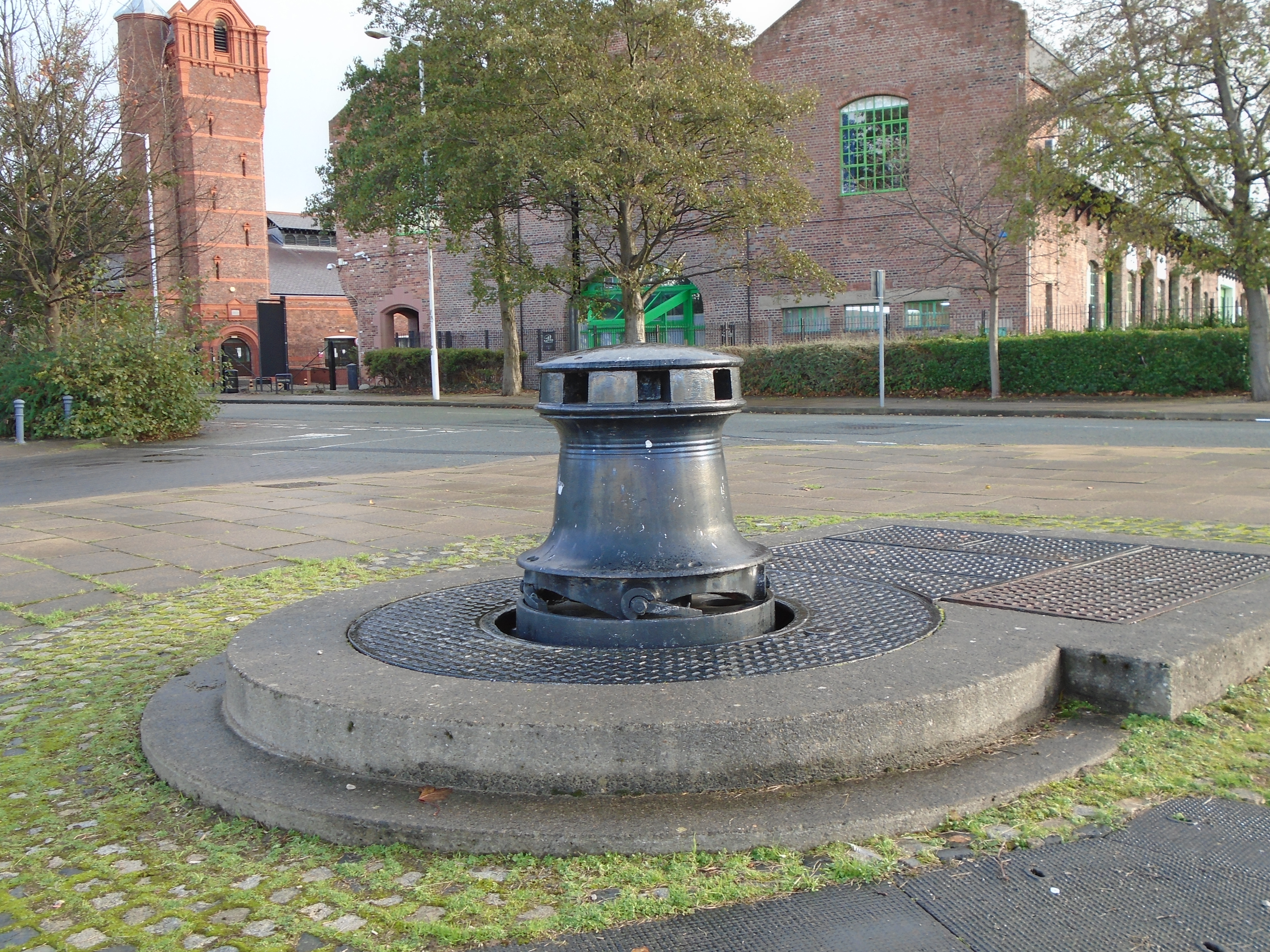
Cabestano al molo di Brunswick

Il cabestano (dal francese cabestan) è un argano ad asse verticale. La fune di trazione viene avvolta attorno a un tamburo a campana e traina carichi pesanti tendendosi in orizzontale. Generalmente ha un motore elettrico interrato sotto il piano di lavoro, ma storicamente era azionato a forza da più persone spingendo dei bracci innestati a raggiera attorno al tamburo ed era necessario per issare le ancore a bordo delle navi.
Un utilizzo tipico è per il traino di vagoni ferroviari nelle operazioni di smistamento.